# 屈足東方蝦蛄
屈足東方蝦蛄（学名：Quollastria gonypetes）为蝦蛄科東方蝦蛄屬下的一个种。